# Tektite (Unterwasserlabor)

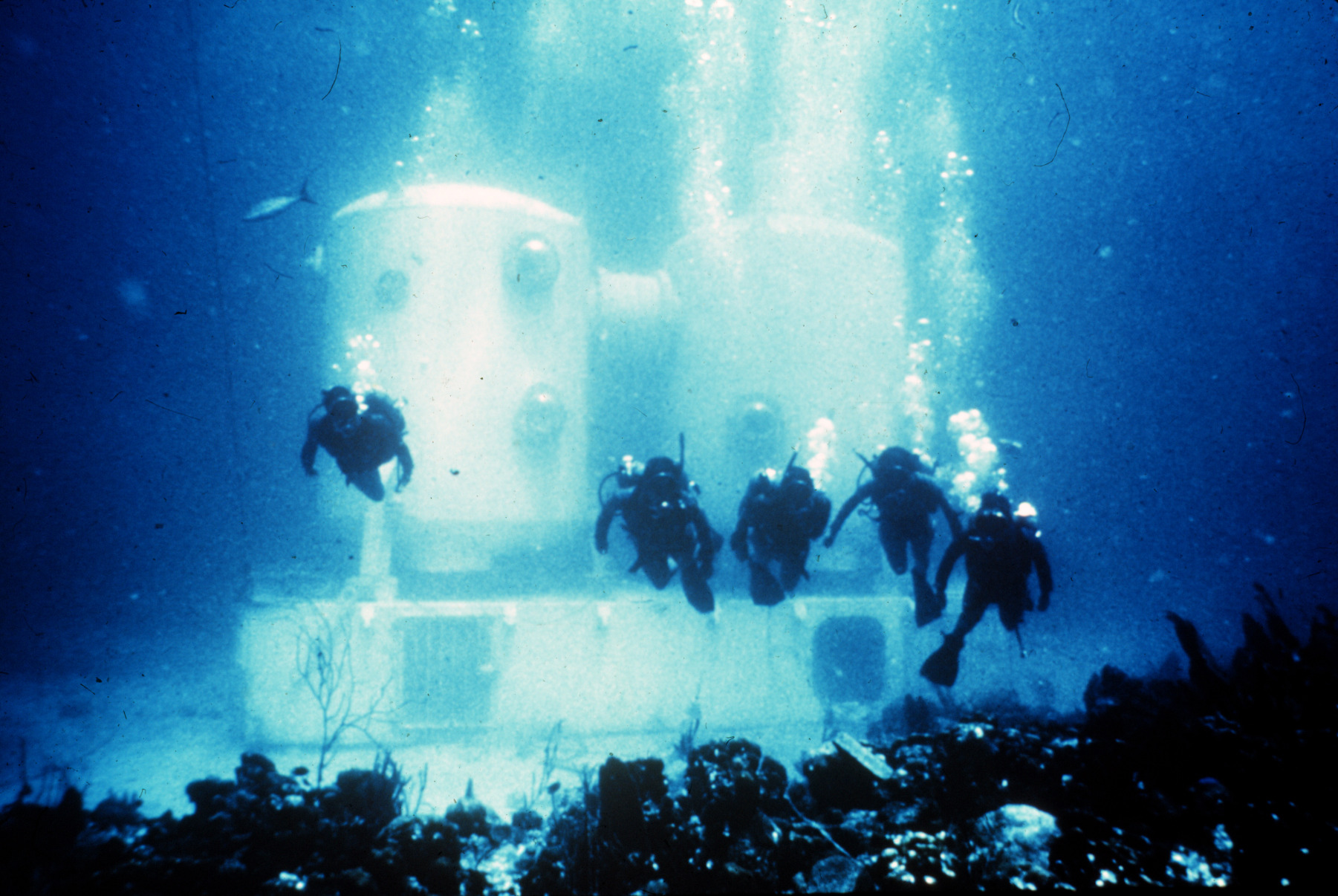
Habitat Tektite, 1969

Tektite war ein amerikanisches Unterwasserlabor, das in den Jahren 1969 und 1970 unter den Bezeichnungen Tektite I, Tektite II und Minitat für zahlreiche Missionen eingesetzt wurde.

## Namensherkunft
Um die Verbindung zwischen Meereskunde und Raumfahrt zu verdeutlichen, entschied man sich für den Projektnamen Tektite (englisch für Tektit). Tektite sind bis zu einige Zentimeter große Glasobjekte irdischen Ursprungs, deren Bildung durch den Einschlag großer Meteorite temperaturbedingt auf der Erdoberfläche verursacht wurden.

## Anlage und Ausrüstung

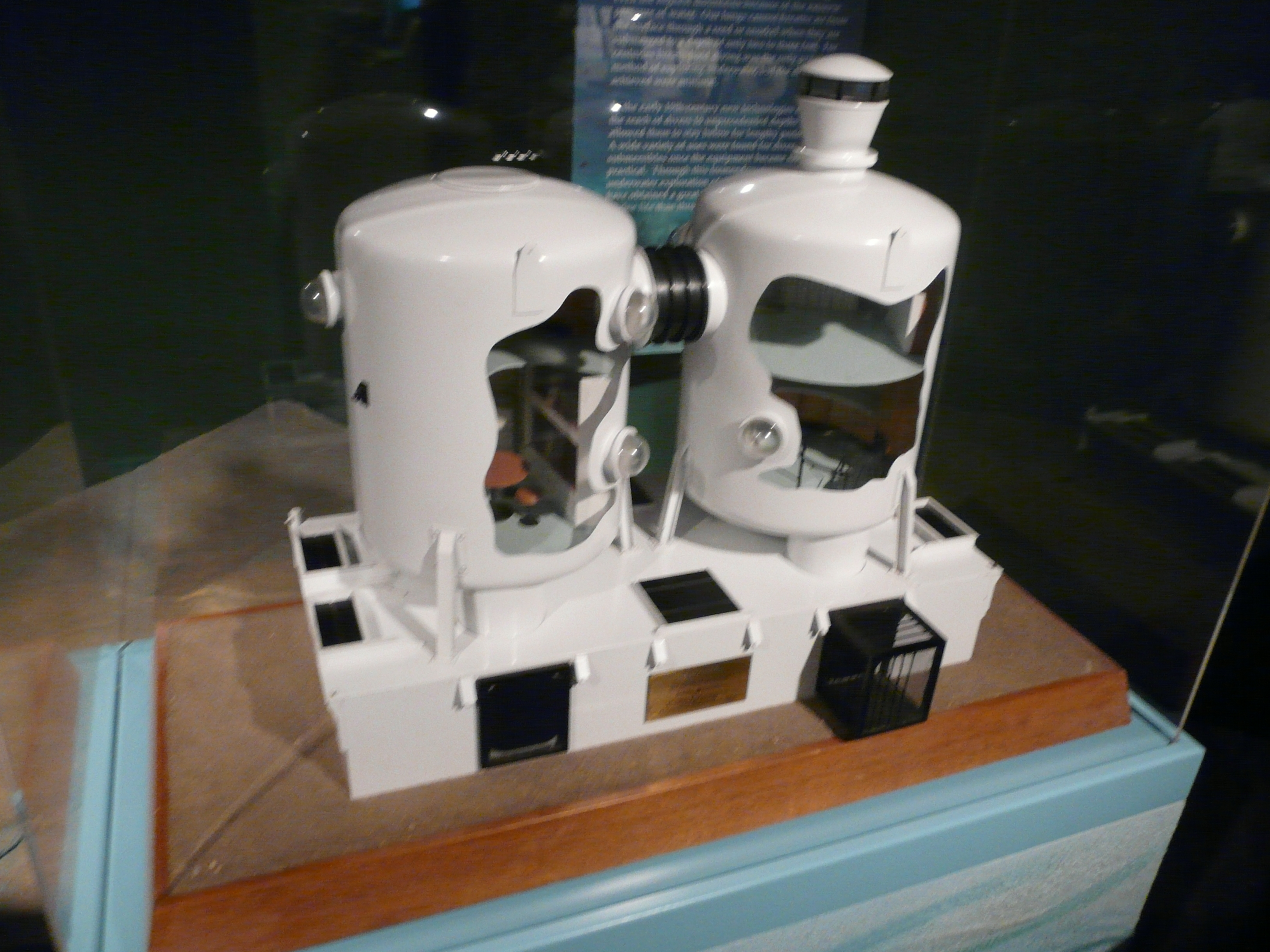
Habitat Tektite, Modell

Das Habitat Tektite bestand aus zwei Stahlzylindern auf einer rechteckigen Plattform. Die Türme waren durch einen flexiblen Tunnel miteinander verbunden und beinhalteten jeweils zwei Stockwerke mit einem Durchmesser von 3,8 m und einer Höhe von 2,7 m. Es hatte folglich eine Gesamtnutzfläche von 45,36 m². Einer der Zylinder verfügte über eine gläserne Beobachtungskuppel an der Oberseite. Die Wohnbereiche waren mit Stockbetten für 4 Personen, Schränken, Waschbecken, Ofen, Kühlschrank, Radio und Fernseher ausgestattet. Die Brücke enthielt u. a. Konsolen für Atemgaskontrolle, Alarm und Kommunikation. Der Ausrüstungsraum verfügte über das elektrische System, Kühlschrank und WC. Der Nassraum enthielt eine Süßwasserdusche, Stahltische für Präparatsuntersuchungen sowie Trockner und Stauraum für Ausrüstungen.

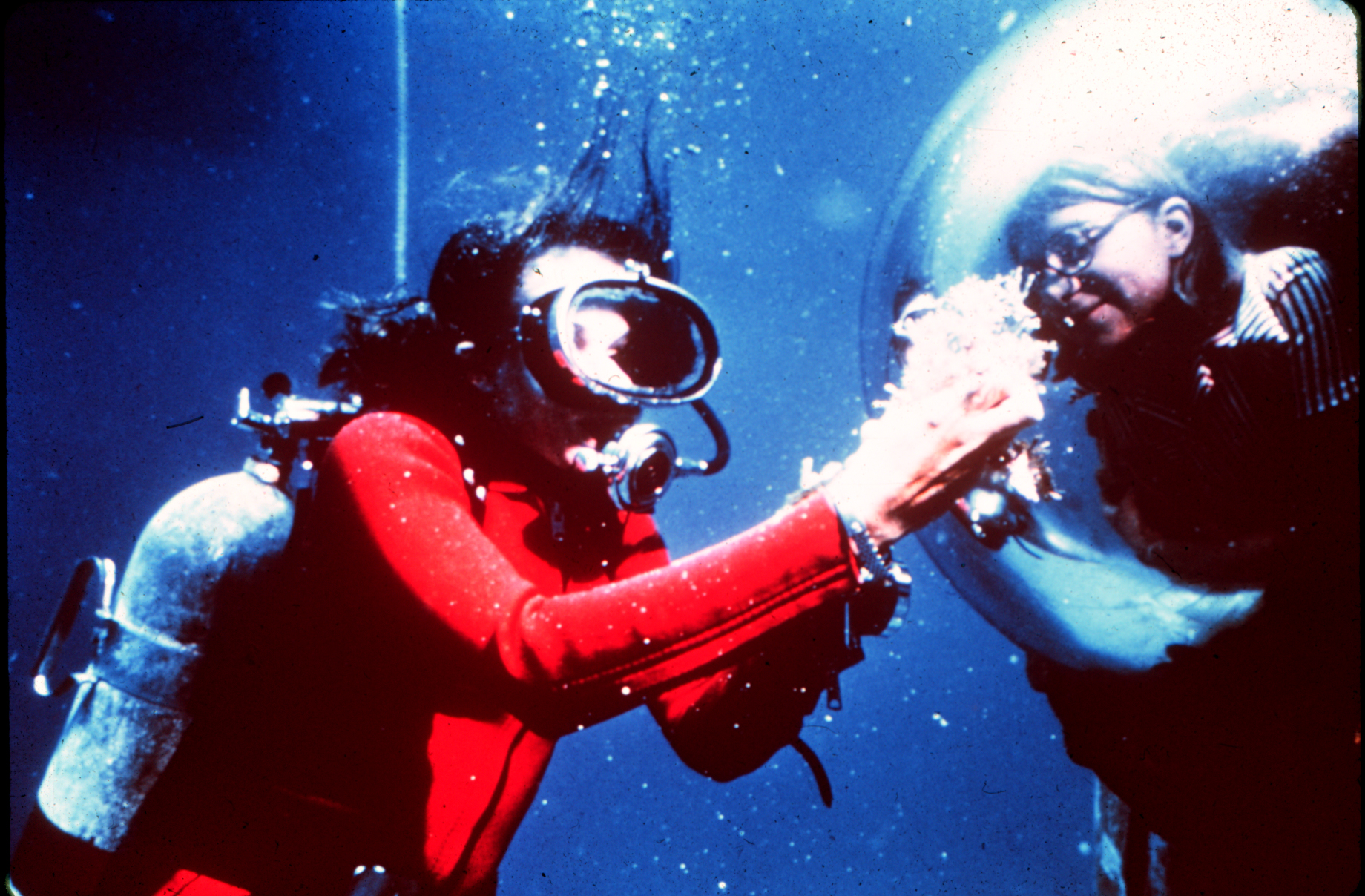
Sylvia Earle vor einem der Fenster von Tektite

Die Anlage wurde so wohnlich wie möglich gestaltet. Dazu verfügte sie über Teppichböden, gute Beleuchtung, ansprechende farbliche Gestaltung und große halbkugelförmige Fenster in jedem Raum. Die Mahlzeiten wurden teilweise im Habitat zubereitet.
Die Plattform bot einen seitlichen Zugang zum Moonpool und einen weiteren zum Notausstieg des zweiten Zylinders. Sie diente auch als Halterung für den Ballast.
Eine 300 m lange Leitung führte das Abwasser auf eine Tiefe von 22 m ab.
Teil der Anlage war ein Versorgungsschiff, von dem aus auch der Überwachungsdirektor operierte.
Die Deckdruckkammer (DDC), die Personentransferkapsel (PTC) und ein Kran befanden sich auf einem zweiten Schiff.

## Absicht

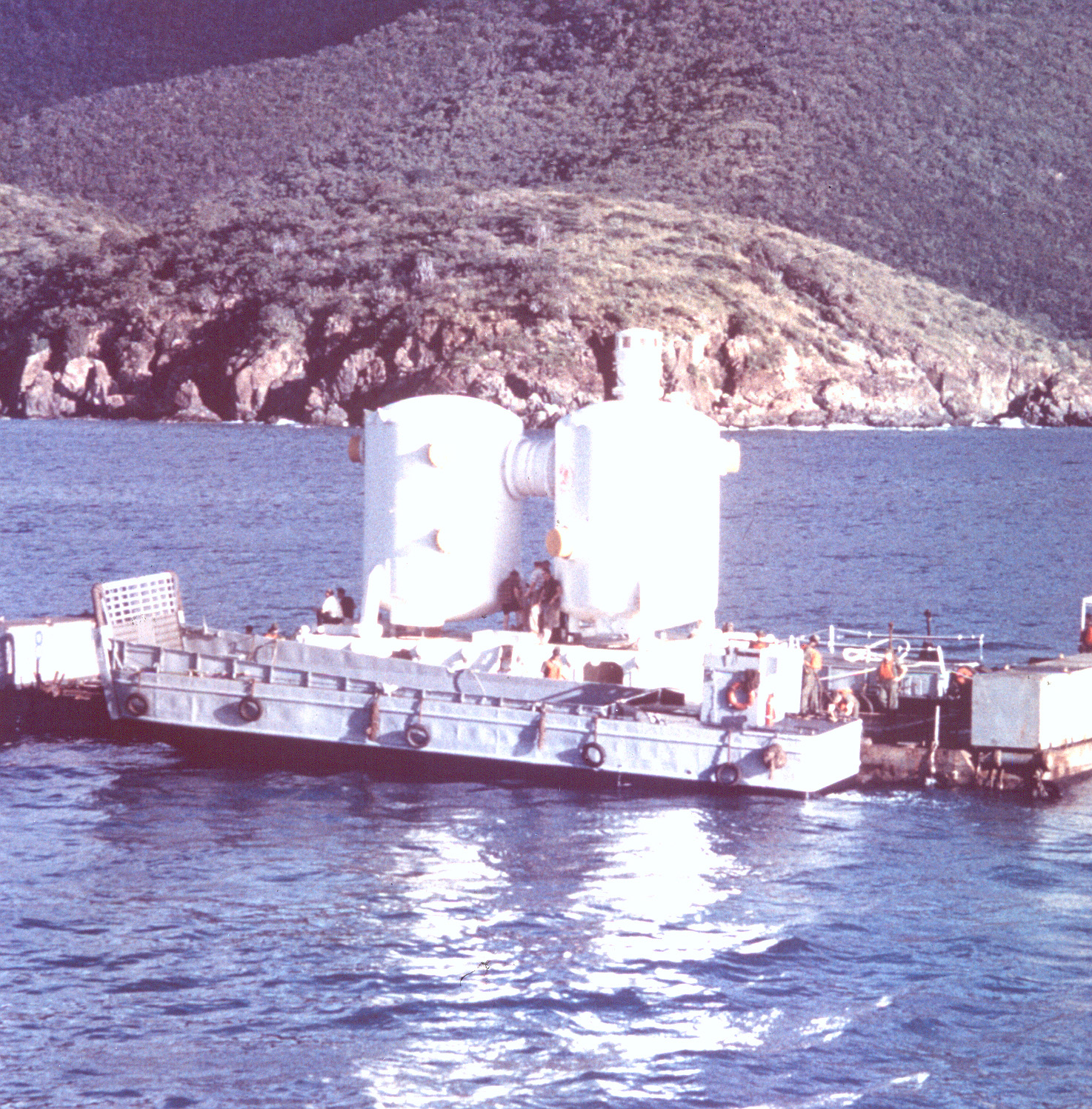
Habitat Tektite, 1969

Die amerikanische Luft- und Raumfahrt-Agentur NASA und die U.S. Marine entschieden sich 1967 dazu, eine Unterwasserstation zu entwickeln, durch deren Daten potentielle Probleme in Verhalten und Effektivität zukünftiger Astronauten vorhersehbar werden sollten. Den Zuschlag erhielt ein Entwurf der General Electric Company. Durch diese Konstellation ergaben sich drei Ziele:
1. Die U.S. Marine war an Ergebnissen zu den Themen Tauchphysiologie, Verhalten kleiner Gruppen in Isolation und Meerestechnologie interessiert.
2. Die NASA interessierte das Verhalten kleiner Gruppen im Hinblick auf lange Raumfahrtmissionen
3. Das Innenministerium wollte durch die Erforschung des Sättigungstauchens die Kapazität für wissenschaftliche Aktivitäten am Meeresboden erweitern,

Der Direktor des Programms war Denzil Pauli, Vize-Direktor James W. Miller.

## Missionen

### Tektite I
Am 28. Januar 1969 wurde die Anlage in der Greater Lameshur Bay vor der Insel St. John (Amerikanische Jungferninseln) am Meeresboden abgesetzt. Der Innendruck war identisch mit dem Umgebungsdruck auf einer Tiefe von 13,1 m. Im Gegensatz zu anderen Programmen wurde Tektite nicht durch negativen Auftrieb abgesenkt, sondern mit Winden hinab gezogen, während es noch einen Auftrieb von etwa 2265 kg (5000 pounds) hatte. Am Meeresboden angekommen, wurde es solange beschwert, bis es einen negativen Auftrieb von etwa 10 t aufwies.
Am 15. Februar betraten vier Aquanauten die Anlage und blieben dort bis zum 15. April 1969. Die Missionsdauer von 60 Tagen wurde 23 Jahre lang nicht überboten.
Die Mannschaft atmete ein Gemisch aus 92 % Stickstoff und 8 % Sauerstoff, während für Ausstiege normale Pressluft benutzt wurde. Die Aquanauten verbrachten insgesamt etwa 432 Stunden im Wasser bzw. zwei Stunden pro Person/Tag. Dabei wurden Hookah-Schläuche mit einer Länge von jeweils 61 m oder auch Drucklufttauchgeräte benutzt. Ausstiege waren vertikal bis auf eine Tiefe von 6,7 m (6,4 m über dem Habitat) bzw. 25,9 m (12,8 m unter dem Habitat-Niveau) begrenzt und wurden horizontal bis auf eine Entfernung von 549 m zum Habitat durchgeführt.
Auf Wunsch der Mannschaft wurde die Temperatur innerhalb des Habitats auf einen Bereich zwischen 26,7 und 29,4 °C gehalten. Die Luftfeuchtigkeit betrug vorzugsweise 50 %.
Am 15. August 1969 verließen die Aquanauten das Habitat und tauchten 122 m zur Personentransferkapsel (PTC). Nach dem Einstieg wurde die Kapsel verschlossen und an Deck des zweiten Versorgungsschiffs gehoben, wo sie an die Deckdruckkammer gekoppelt wurde. Dort verbrachten sie eine Dekompressionsphase von 19 Stunden und 22 Minuten.

#### Teilnehmer
- A. Waller (Gruppenleiter)
- John G. Van Derwalker
- Conrad . W. Mahnken
- H. Edward Clifton

Reservemannschaft:
- Ian G. Koblick
- Gary E. Davis
- R. Lawrence Phillips

#### Dokumentierte Probleme
- Es kam wie schon bei anderen Missionen zu mehrfachen Ohr-Infektionen durch Nässe und Luftfeuchtigkeit.
- Die meisten Probleme entstanden durch technische Einrichtungen wie CO2-Filter, TV-Kameras, Oberflächen-Versorgungssystem, Atemgas-Überwachung und viele andere.

### Tektite II

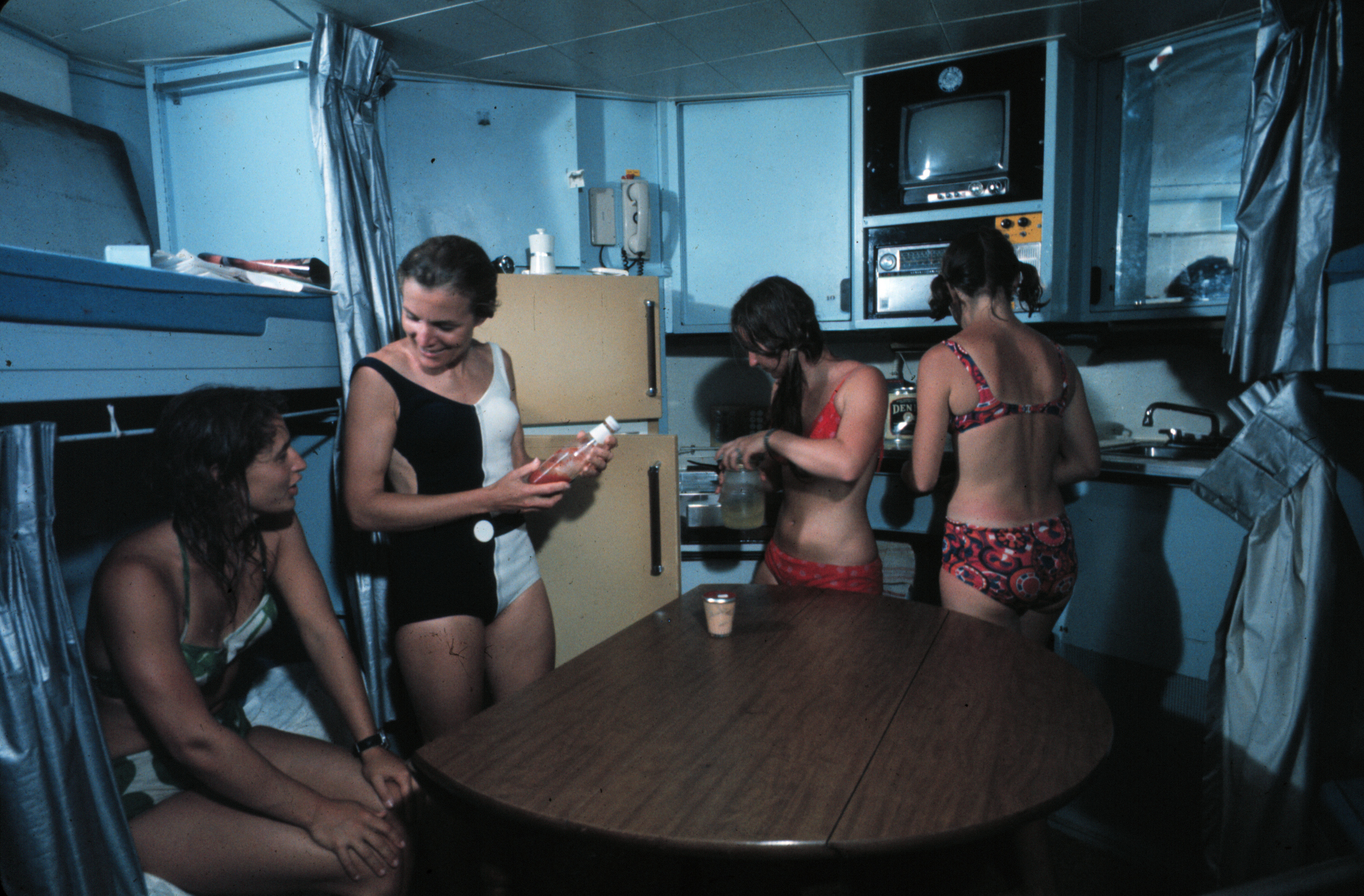
Das rein weibliche Team von Tektite II im Mannschaftsraum

Das Programm Tektite II fand zwischen April und November 1970 statt. Es bestand aus zehn Missionen zwischen 12 und 30 Tagen mit jeweils fünf Teilnehmern. Es wurde geleitet von James W. Miller und Richard A. Waller, die die kostspieligen Versorgungsschiffe stornierten und gegen ein neues Schiff und eine Landstation ersetzten.
Während dieser Mission wurden General Electric Mark 10 Mod III Rebreather, geschlossene Kreislauftauchgeräte, benutzt, die Tauchgänge von 12 Stunden ermöglichten, obwohl die Tauchgänge aus Sicherheitsgründen auf 4 Stunden begrenzt wurden.
Im Rahmen einer ausführlichen Studie namens Human Behavior Program wurden alle Räume mit Kameras und Mikrofonen bestückt, während die Aquanauten mehrmals täglich ihren Zustand auf entsprechenden Kontrollkarten markierten.
Ab dem 4. April 1970 nutzten 53 Aquanauten das Habitat für Missionen zwischen 2 und 4 Wochen. 360 Studenten erhielten die Möglichkeit, ihr Wissen zu vertiefen, davon 30 Tauchtechniker des Highline Community College, Seattle/Washington, die Praxiserfahrung als Unterstützungstaucher sammelten, sowie 35 Psychologie-Studenten der Universität von Texas, die Datenerhebungen und Analyseverfahren trainierten.
Eine Besatzung von Tektite II bestand ausschließlich aus Frauen und bildete somit das erste rein weibliche Aquanauten-Team. Im Jahr 2013 verriet Sylvia Earle in einem Interview, dass die Projektleitung befürchtete, es käme zu Beziehungsstress, wenn die Besatzung gemischt sei. Aus diesem Grunde habe man es vorgezogen, ein rein weibliches Team aufzustellen. Die Prognose, es würde zu Reibereien unter den Frauen kommen, bestätigte sich dabei nicht.

#### Durchgeführte Studien
Neun Studien wurden in Tektite I und Tektite II durchgeführt:
- Der Einfluss von pflanzenfressenden Organismen auf marine Pflanzen in der Bucht Lameshur Bay, von S.A. Earle
- Bioakustische Studien an Riff-Organismen, von T.J. Bright
- Beobachtungen an Partnergarnelen der Gattung Periclimenes, von C. Mahnken
- An Fische angeheftete Cymothoidae-Asseln, von F.G. Hochberg, Jr. and R.J. Ellis
- Das Verhalten von Riff-Fischen auf verschiedene Rheusen, von W. High and A.J. Beardsley
- Torpedobarsche und die Verteilung von grobem Schutt in der Nähe der Westindischen Korallenriffe, von H.E. Clifton and R.E. Hunter
- Fluchtverhalten von blauen Schwalbenschwänzchen und Riffbarschen, von A.E. Hartline, P.H. Hartline, A.M. Szmant, and A.O. Flechsig
- Aktivitätsmuster von Korallenfischen mit Schwerpunkt auf Tag- und Nacht-Wechsel, von B.B. Collette und F.H. Talbot
- Verteilung von Freiräumen in Korallenfisch-Gemeinschaften, von C.L. Smith and J.C. Tyler[1]

#### Dokumentierte Probleme
- Außer den schon bei Tektite I aufgetretenen Ohr-Infektionen gab es keine weiteren medizinischen Probleme.

### Minitat
Mit dem kleinen Habitat Minitat sollte eine Station entworfen werden, die im Gegensatz zu Tektite mobiler einsetzbar sein sollte. Es war für eine Tiefe von 30 m vorgesehen und sollte zeigen, dass längere Aufenthalte in einer Stickstoff-Sauerstoff-Atmosphäre auch bei dieser Tiefe möglich seien. Zu diesem Zweck wurde ein Plan erarbeitet, der eine Dekompression von 49 Stunden und 20 Minuten, einschließlich zwei Stunden und 50 Minuten Sauerstoff-Atmung, aus einer Tiefe von 30 m vorsah.
Das Habitat bestand aus einem kleinen aufrechten Zylinder mit einem Durchmesser von 2,4 m und einer Höhe von 3,4 m auf einer Katamaran-Plattform, die sowohl als Schwimmkörper als auch als Auf- und Abtauchhilfe diente. Es wurde ab Juni 1970 eingesetzt.

#### Dokumentierte Probleme
- Durch eine Differenz zwischen Schwerpunkt und Auftriebszentrum kippte das Habitat in der ersten Phase des Absenkens um 45°, um sich unter Wasser wieder zu stabilisieren.
- Während eines nächtlichen Sturms riss sich das Habitat von seiner Verankerung und trieb ab, um am nächsten Morgen von einem einheimischen Fischer zurückgeschleppt zu werden. Dieses Vorkommnis war ausschlaggebend für die Einstellung des Projekts am 6. November 1970.[2]

## 2009 – Rückkehr nach 40 Jahren
Unter der Organisation der Firma Cruz Bay Watersports kehrten einige der Aquanauten nach vierzig Jahren an den Ort des Tektite-Programms zurück. Zuerst trafen sich am 15. Februar 2009 die Tektite I-Aquanauten Conrad Mahnken und Edward Clifton, sowie Projekt-Manager Jim Miller in der ehemaligen Tektite-Landstation, um ein entsprechendes Museum zu eröffnen. Zwei Monate später, am 15. Mai 2009, besuchten Buzz Aldrin und 24 Ehemalige, sowie Scott Carpenter den Ort des Habitat-Programms.